# Marie Luv
Quiana Marie Bryant, más conocida como Marie Luv (Hacienda Heights, California; 1 de noviembre de 1981), es una actriz pornográfica, bailarina exótica y modelo de glamour estadounidense.
Es hermana del actor Nick Da'Kannon.

## Primeros años
Nacida en Hacienda Heights (California), su primer trabajo fue a los 14 años como cajera en un economato de una base de la Fuerza Aérea. Tras graduarse en la secundaria en Cheviot Hills (Los Ángeles), se hizo modelo y fue descubierta por directivos de la revista Hustler.

## Carrera como estrella del porno
A través de Hustler, trabajó en siete películas con el nombre de "Destiny". Tras decubrirse en que trabajaba, dejó de hacerlo hasta que consiguió el consentimiento de su madre. Ya como Marie Luv, se reincorporó a la industria, empezando con fotografía y luego en películas hardcore pornográficas.
Al contrario que otras actrices pornográficas afroamericanas, ella no está tipificada en el género "ghetto booty" u otros estereotipos, aunque ha y continúa participando en esos títulos. Sin embargo, también participa en los vídeos que hacen otras actrices no afroamericanas.
Marie Luv principalmente rueda con Digital Playground y también ha participadon en el género gonzo. Normalmente actúa en escenas interraciales con hombres blancos y ha admitido sentirse incómoda al realizar escenas lésbicas ("escenas chica-chica").